# Cercopithecus
Genre
Cercopithecus est un genre de primates africains de la famille des cercopithécidés. Il comprend la plupart des singes appelés cercopithèques en français.

## Description
Les cercopithèques possèdent différentes couleurs vives au niveau de la tête, ce qui facilite la distinction entre différentes espèces de cercopithèques partageant un même territoire.
Ils vivent en bandes rassemblant jusqu'à 50 individus. Chaque bande compte plusieurs familles dirigées par un dominant.
Les cercopithèques se déplacent tous ensemble, sur un territoire bien délimité, en général à des heures fixes, au lever du soleil, en fin de matinée ou de soirée pour chercher leur nourriture.
Ils se nourrissent surtout de fruits, de feuilles et de graines, capturent des insectes et dérobent des œufs dans les nids.
Ils communiquent entre eux par toute une gamme de cris et de mimiques. Par exemple pour menacer un adversaire, ils ouvrent grand la bouche.
Ils ne sont pas très aimés par les paysans africains car ils dévastent les cultures de maïs ou de manioc et pillent les bananeraies.

## Systématique

### Évolution de la classification
Le genre Cercopithecus a été créé par Carl von Linné en 1758 comme une sous-division du genre Simia et regroupait alors tous les singes « à longue queue ». L'étymologie du nom renvoie aux Cercopes, deux brigands de la mythologie grecque dont le poète latin Ovide relate la métamorphose en singes.
La taxinomie de ces primates a ensuite connu de nombreux remaniements. Depuis 1970, le cercopithèque noir et vert et le patas sont classés à part, dans les genres monotypiques Allenopithecus et Erythrocebus.
Les talapoins ont pu être considérés un temps comme un sous-genre, mais la plupart des auteurs s'accordent désormais à en faire un genre séparé, Miopithecus. Ainsi en est-il également des singes verts, qui forment dans la majorité des classifications le genre Chlorocebus.
Certaines études phylogénétiques ont montré que le genre Cercopithecus, dans son acception actuelle, est paraphylétique, et recommandent de reclasser les trois espèces terrestres du groupe de C. lhoesti dans un genre séparé, Allochrocebus. Le reste du genre ne comprendraient alors plus que des espèces arboricoles.

### Liste des espèces

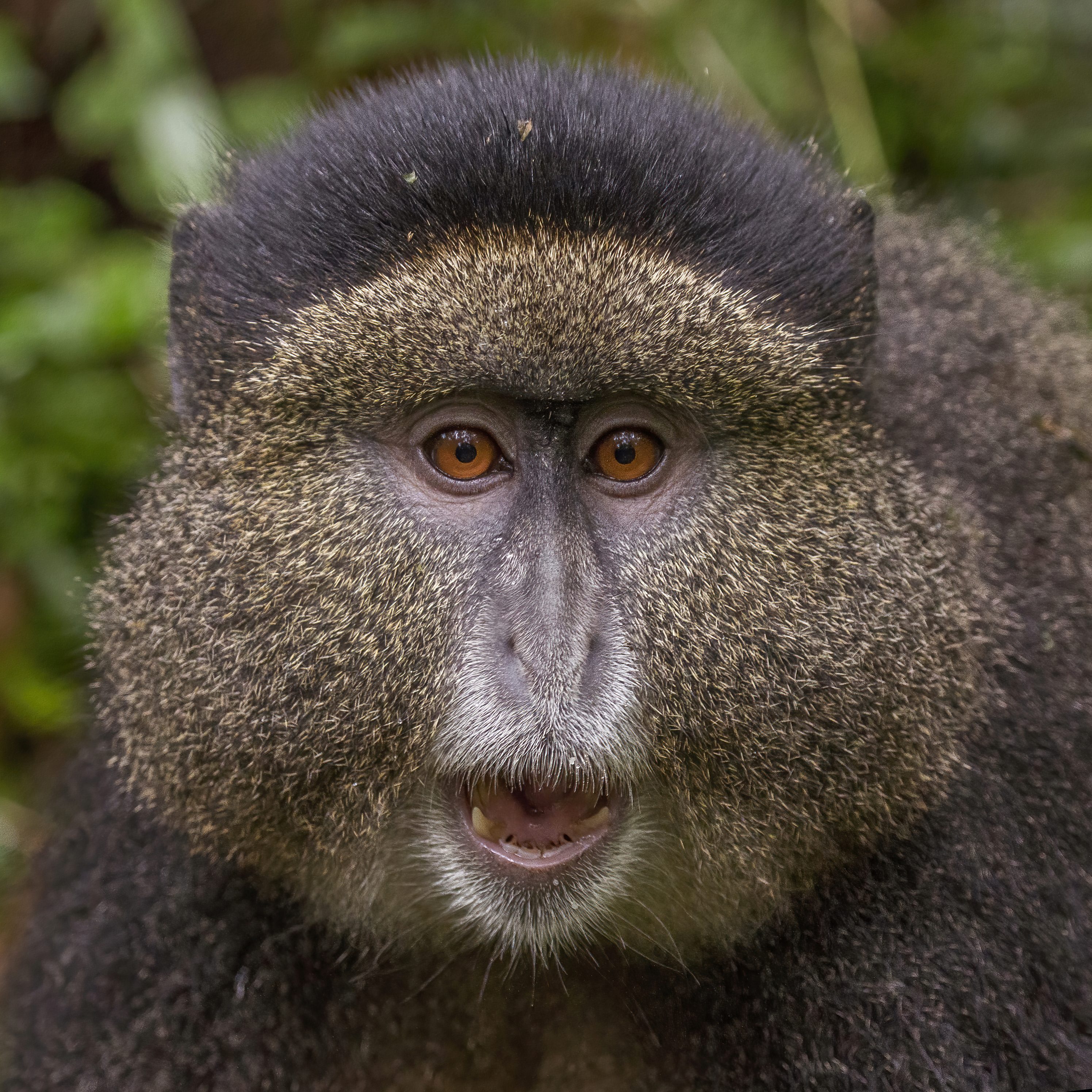
Un singe doré (Cercopithecus kandti) dans le parc national des volcans, Rwanda. Octobre 2016.

Note : Les classifications évoluant encore, les noms scientifiques ont peut-être un autre synonyme valide et certaines espèces ont des noms français qui peuvent désigner également des espèces différentes.
Selon ITIS (13 octobre 2017) :

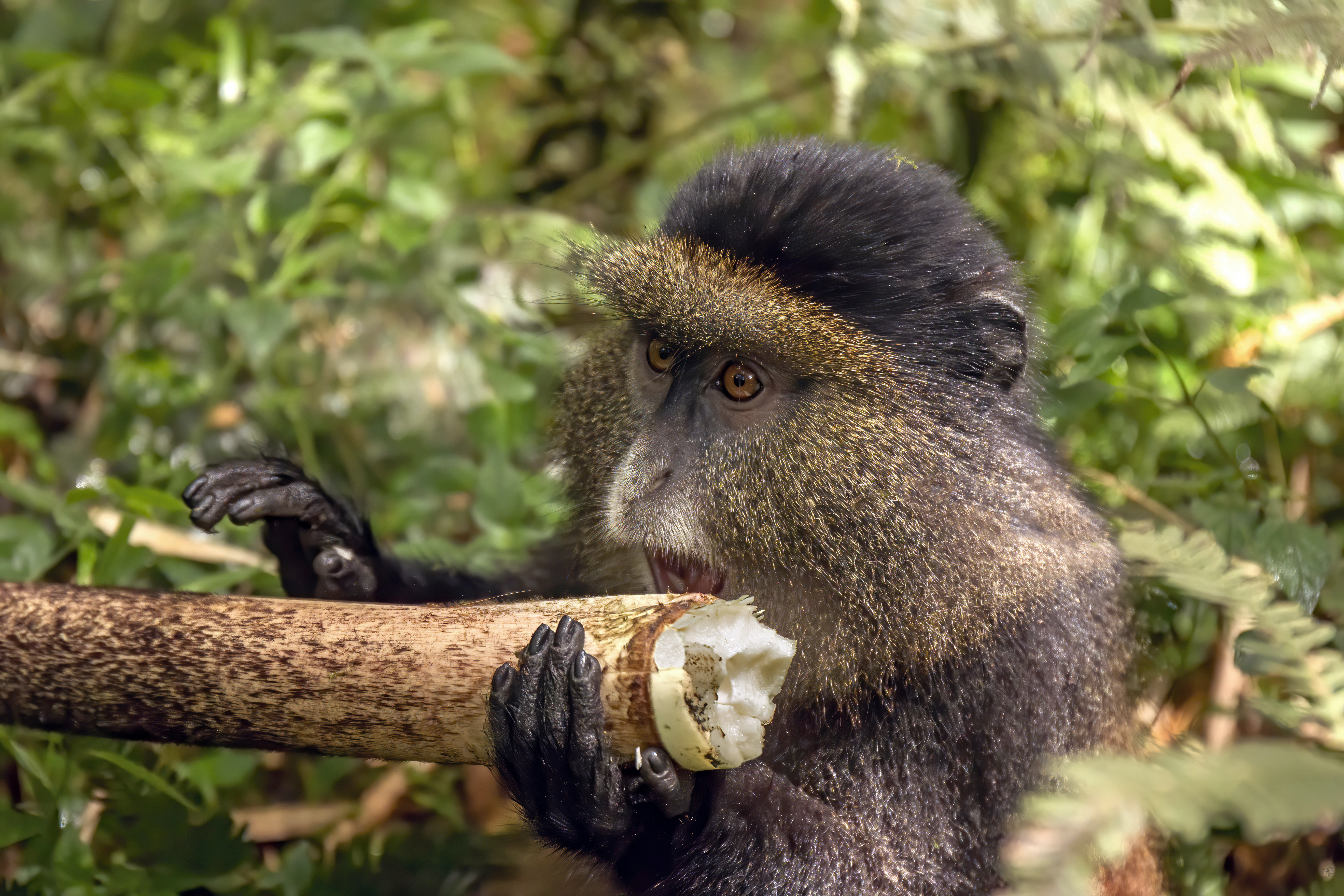
Un singe doré en train de manger dans le parc national des volcans, Rwanda. Octobre 2016.

- Cercopithecus ascanius (Audebert, 1799)
- Cercopithecus campbelli Waterhouse, 1838
- Cercopithecus cephus (Linnaeus, 1758)
- Cercopithecus denti Thomas, 1907
- Cercopithecus diana (Linnaeus, 1758)
- Cercopithecus dryas Schwarz, 1932
- Cercopithecus erythrogaster Gray, 1866
- Cercopithecus erythrotis Waterhouse, 1838
- Cercopithecus hamlyni Pocock, 1907
- Cercopithecus lomamiensis Hart, Detwiler, Gilbert, Burrell, Fuller, Emetshu, Hart, Vosper, Sargis & Tosi, 2012
- Cercopithecus lowei Thomas, 1923
- Cercopithecus mitis Wolf, 1822
- Cercopithecus mona (Schreber, 1775)
- Cercopithecus neglectus Schlegel, 1876
- Cercopithecus nictitans (Linnaeus, 1766)
- Cercopithecus petaurista (Schreber, 1774)
- Cercopithecus pogonias Bennett, 1833
- Cercopithecus roloway (Schreber, 1774)
- Cercopithecus sclateri Pocock, 1904
- Cercopithecus wolfi Meyer, 1891

Selon la troisième édition de Mammal Species of the World de 2005 :
- Groupe de Cercopithecus dryas :
  - Cercopithecus dryas Schwartz, 1932 — Cercopithèque dryade[4]
- Groupe de Cercopithecus diana :
  - Cercopithecus diana (Linnaeus, 1758) — Cercopithèque diane[5],[6], Diane[4], ou Capitaine[4]
  - Cercopithecus roloway (Schreber, 1774) - Cercopithèque de Roloway[7], Diane roloway[4] ou Palatine[4]
- Groupe de Cercopithecus mitis :
  - Cercopithecus nictitans (Linnaeus, 1766) — Hocheur[8], Cercopithèque hocheur[7], Pain à cacheter[7]  ou  Hocheur blanc-nez [7]
  - Cercopithecus mitis Wolf, 1822 — Singe bleu[5], Singe argenté[7] ou Cercopithèque à diadème [7]
  - Cercopithecus albogularis Sykes, 1831 - Cercopithèque à diadème [5] ou Sitka[7]
  - Cercopithecus kandti Matschie, 1905 - Singe doré[7]
  - Cercopithecus doggetti Pocock, 1907
- Groupe de Cercopithecus mona :
  - Cercopithecus mona (Schreber, 1774) — Cercopithèque mona[5], mone [8],[7] ou Cercopithèque mone[7]
  - Cercopithecus pogonias Bennett, 1833 — Cercopithèque pogonias[5],[7] et Mone de Gray (Cercopithecus pogonias grayi)[7]
  - Cercopithecus campbelli Waterhouse, 1838 — Singe des palétuviers[5], Cercopithèque de Campbell[7] ou Mone de Campbell
  - Cercopithecus wolfi A. Meyer, 1891 — Cercopithèque de Wolf[5],[7]
  - Cercopithecus denti Thomas, 1907 - Singe mona de Dent[5] ou Cercopithèque de Dent[7]
  - Cercopithecus lowei Thomas, 1923 - Cercopithèque de Lowe[7]
- Groupe de Cercopithecus cephus :
  - Cercopithecus cephus (Linnaeus, 1758) — Moustac[5],[8],[7], Moustac de Buffon[7] ou Cercopithèque moustac[8]
  - Cercopithecus petaurista (Schreber, 1774) — Hocheur blanc-nez [7] ou Hocheur blanc-nez du Bénin[7]
  - Cercopithecus ascanius (Audebert, 1799) — Cercopithèque ascagne[5],[7]
  - Cercopithecus erythrotis Waterhouse, 1838 — Moustac à oreilles rousses[5],[7], Moustac à oreilles rouges[7] ou Hocheur à nez rouge[7]
  - Cercopithecus erythrogaster Gray, 1866 – Hocheur à ventre roux[9],[7], Hocheur à ventre rouge[7] ou Singe à ventre rouge[7]
  - Cercopithecus sclateri Pocock, 1904 - Cercopithèque de Sclater[7]
- Groupe de Cercopithecus lhoesti[a] :
  - Cercopithecus preussi Matschie, 1898. — Cercopithèque de Preuss[5],[7]
  - Cercopithecus lhoesti P. Sclater, 1899 — Cercopithèque de l'Hœst[5],[7]
  - Cercopithecus solatus M. J. S. Harrison, 1988 — Cercopithèque à queue de soleil[5],[8],[7]  ou Cercopithèque à queue dorée[7] ou Cercopithèque du Gabon[7]
- Groupe de Cercopithecus hamlyni :
  - Cercopithecus hamlyni Pocock, 1907 — Cercopithèque de Hamlyn[5] ou Cercopithèque à tête de hibou[7]
- Groupe de Cercopithecus neglectus :
  - Cercopithecus neglectus Schlegel, 1876 — Cercopithèque de Brazza[5],[7] ou Singe de Brazza[7]

En 2012, une espèce supplémentaire a été décrite : Cercopithecus lomamiensis Hart et al., 2012 — Lesula